# چارلز کولی
چارلز هورتون کولی (انگلیسی: Charles Cooley؛ ۱۷ اوت ۱۸۶۴ – ۸ مهٔ ۱۹۲۹) پسر توماس ام. کولی و جامعه‌شناس اهل ایالات متحده آمریکا بود. او در دانشگاه میشیگان به تحصیل و همچنین تدریس اقتصاد و جامعه‌شناسی پرداخت.
وی یکی از پایه‌گذاران و هشتمین رئیس انجمن جامعه‌شناسی آمریکا شد.
شاید بیش از هر چیز او برای ارائهٔ مفهوم خودشناسی در آینهٔ دیگران (the looking glass self) یا خود آینه‌سان شناخته شده‌باشد. به این معنا که خودآگاهی هر کس از تعامل اجتماعی وی و برداشت دیگران مایه می‌گیرد یعنی هر فردی خود را در آینهٔ دیگران می‌بیند و می‌شناسد.

## زندگی و اندیشهٔ او
کولی در گوشهٔ محوطهٔ کالج آن آربر وابسته به دانشگاه میشیگان متولد شد و تقریباً تمام زندگی‌اش در این محیط سپری شد. خانواده‌اش ریشه در نیوانگلند داشتند و پدرش از غرب نیویورک به میشیگان آمده بود. پدرش عضو هیئت علمی دانشکده حقوق دانشگاه میشیگان بود و چارلز فرزند چهارم این قاضی و استاد حقوق سرشناس بود. با اینکه در رشتهٔ مهندسی فارغ‌التحصیل شده بود اما پس از مطالعهٔ آثار چارلز داروین، هربرت اسپنسر و جامعه‌شناس آلمانی طرفدار مکتب ارگانیسیسم، آلبرت شافله، تصمیم گرفت که در سال ۱۸۹۰ برای ادامهٔ تحصیل در اقتصاد سیاسی و جامعه‌شناسی به دانشگاه میشیگان بازگردد. او رسالهٔ دکترای خود را با عنوان «نظریهٔ حمل و نقل» دربارهٔ بوم‌شناسی انسانی نوشت و در ۱۸۹۴ درجهٔ دکترا گرفت. از آنجا که در دانشگاه میشیگان رشتهٔ جامعه‌شناسی رسمیت نیافته بود، پرسش‌های امتحانی‌اش از دانشگاه کلمبیا و به وسیلهٔ فرانکلین گیدینگز طرح شده بود. کولی از ۱۸۹۲ شروع به تدریس در دانشگاه میشیگان کرد و بر مسائل اجتماعی و قضایای روز تمرکز کرد.
کتاب‌های کولی به تدریج و بر اساس یادداشت‌های تهیه شده در یک دورهٔ طولانی نوشته شده بودند. «سرشت بشری و سامان اجتماعی» در ۱۹۰۲ منتشر شد، اما قرینهٔ آن، «سازمان اجتماعی» هفت سال بعد به چاپ رسید. اثر بعدی او، «فراگرد اجتماعی» بعد از یک فاصلهٔ ۹ ساله در ۱۹۱۸ منتشر شد. مقالات اولیهٔ او در زمینهٔ بوم‌شناسی اجتماعی و برخی کارهایی که در واپسین سال‌های عمرش نوشته بود، پس از مرگ همگی در یک جلد با عنوان «نظریهٔ جامعه‌شناسی و تحقیق اجتماعی» در سال ۱۹۳۰ منتشر شدند. گرچه کولی نظرهای متعددی داشت، اما امروزه بیشتر به خاطر بینش‌هایی که در زمینهٔ جنبه‌های روان‌شناسی اجتماعیِ حیات اجتماعی به دست داد، از او یاد می‌کنند. کولی دعوت‌های بسیاری را برای پیوستن به گروه‌های جامعه‌شناسیِ سرشناس‌تر دریافت کرده بود، از جمله گیدینگز او را به دانشگاه کلمبیا دعوت کرده بود اما او هرگز این پیشنهادها را جدی نگرفت. در اواخر سال ۱۹۲۸ وضع جسمانی کولی به وخامت گرایید و در هفتم مه ۱۹۲۹ بر اثر سرطان فوت کرد.